# 1956년 하계 올림픽 영국령 기아나 선수단
영국령 기아나는 1956년 11월 22일부터 12월 8일까지 오스트레일리아 멜버른에서 열린 제16회 하계 올림픽에 참가했다.

## 메달 집계

### 종목별 참가 선수 및 메달 집계
| 종목 | 참가 선수 | 1 | 2 | 3 | 합계 |
| 역도 | 2         |   |   |   | 0    |
| 육상 | 2         |   |   |   | 0    |
| 합계 | 4         | 0 | 0 | 0 | 0    |

## 역도
| 선수          | 세부 종목 | 추상 | 추상 | 인상  | 인상 | 용상 | 용상 | 합계  | 합계 |
| 선수          | 세부 종목 | 기록 | 순위 | 기록  | 순위 | 기록 | 순위 | 기록  | 순위 |
| 마이클 스웨인 | 밴텀급    | 80   | 7    | 8.25  | 8    | 110  | 10   | 272.5 | 13   |
| 윈스턴 맥아서 | 미들급    | 100  | 9    | 112.5 | 5    | 140  | 7    | 352.5 | 11   |

## 육상
| 선수            | 세부 종목 | 1차 예선 | 1차 예선 | 2차 예선  | 2차 예선  | 준결선    | 준결선    | 결선      | 결선      |
| 선수            | 세부 종목 | 기록     | 순위     | 기록      | 순위      | 기록      | 순위      | 기록      | 순위      |
| 올리버 헌터     | 남자 100m | 11.22    | 10조 5위 | 진출 못함 | 진출 못함 | 진출 못함 | 진출 못함 | 진출 못함 | 진출 못함 |
| 올리버 헌터     | 남자 200m | 22.54    | 7조 4위  | 진출 못함 | 진출 못함 | 진출 못함 | 진출 못함 | 진출 못함 | 진출 못함 |
| 클로데 매스대머 | 여자 100m | 12.87    | 6조 5위  | 진출 못함 | 진출 못함 | 진출 못함 | 진출 못함 | 진출 못함 | 진출 못함 |
| 클로데 매스대머 | 여자 200m | 25.73    | 4조 4위  | 진출 못함 | 진출 못함 | 진출 못함 | 진출 못함 | 진출 못함 | 진출 못함 |

## 참고 자료
- (영어) “Guyana at the 1956 Melbourne Summer Games”. SR/Olympic Sports. 2008년 12월 23일에 원본 문서에서 보존된 문서. 2015년 6월 24일에 확인함.